# Vikariatsmünzen

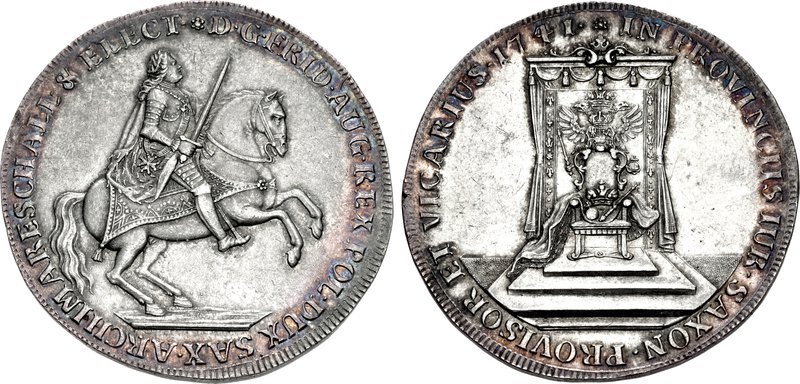
Federico Augusto II di Sassonia, Vikariatstaler del 1741, per la morte dell'imperatore Carlo VI. Si noti simbolicamente sul retro il trono imperiale vuoto a indicare lo status di sede vacante.

Le Vikariatsmünzen o Vikariatstaler (letteralmente "monete del vicariato" o "talleri del vicariato") furono dei particolari tipi di talleri coniati tra il XVI ed il XVIII secolo da alcuni principi elettori del Sacro Romano Impero (Palatinato, Sassonia e Baviera) durante la loro reggenza come vicari imperiali, cioè tra la morte di un imperatore e l'elezione del suo successore, per commemorare la loro reggenza dell'impero.
Le Vikariatsmünzen palatine e bavaresi si limitarono perlopiù all'emissione di alcuni ducati, talleri e mezzi talleri, mentre in Sassonia esse si spinsero anche a valori più piccoli fino al centesimo in rame. Dopo la morte dell'imperatore Leopoldo II del Sacro Romano Impero nel 1792, le ultime monete del vicariato furono coniate da Sassonia e Baviera.
Il progenitore di questa particolare tipologia di monete è considerato essere il Locumtenenstaler di Sassonia.